# ボルドラーノ
ボルドラーノ（伊: Bordolano）は、イタリア共和国ロンバルディア州クレモナ県にある、人口約600人の基礎自治体（コムーネ）。

## 地理

### 位置・広がり

#### 隣接コムーネ
隣接するコムーネは以下の通り。括弧内のBSはブレシア県所属を示す。
- カザルブッターノ・エド・ウニーティ
- カステルヴィスコンティ
- コルテ・デ・コルテージ・コン・チニョーネ
- クインツァーノ・ドーリオ (BS)

### 気候分類・地震分類
気候分類では、zona E, 2389 GGに分類される。
また、イタリアの地震リスク階級 (it) では、zona 3 (sismicità bassa) に分類される
。